# Xylotrechus emaciatus
Xylotrechus emaciatus là một loài bọ cánh cứng trong họ Cerambycidae.